# Иннере Штадт
Иннере Штадт (нем. Innere Stadt) — один из шести районов Берна (район I). Он расположен в центральной части города и граничит с Маттенхоф-Вейссенбюль, Ленггассе-Фельсенау, Кирхенфельд-Шоссхальде, Брейтенраин-Лорраине.

## Кварталы
Включает в себя 5 кварталов:
- Чёрный квартал
- Белый квартал
- Зелёный квартал
- Жёлтый квартал
- Красный квартал